# San Pedro Salvatierra Airport
San Pedro Salvatierra Airport är en flygplats i Bolivia.   Den ligger i departementet Beni, i den centrala delen av landet, 500 km norr om huvudstaden Sucre. San Pedro Salvatierra Airport ligger 162 meter över havet.
Terrängen runt San Pedro Salvatierra Airport är mycket platt. Trakten runt San Pedro Salvatierra Airport är nära nog obefolkad, med mindre än två invånare per kvadratkilometer..
Omgivningarna runt San Pedro Salvatierra Airport är huvudsakligen savann.